# Trompa d'Eustaqui

Anatomia de l'orella humana:
3: Timpà, 4: Caixa timpànica, 5: Martell, 6: Enclusa, 7: Estrep, 8: Trompa d'Eustaqui,
9: Conducte semicircular, 10: Finestra rodona, 11: Còclea

La trompa d'Eustaqui o trompa auditiva és un conducte aplanat de l'orella mitjana, de naturalesa osteocartilaginosa, que va de la part anteroinferior de la caixa timpànica fins a la paret externa de la rinofaringe. Forma part de l'orella mitjana, que condueix al nas.En humans adults, la trompa d'Eustaqui fa aproximadament 35 mm de llarg i 3 mm de diàmetre. Porta el nom de l'anatomista del segle xvi Bartolomeo Eustachi.

## Estructura
La trompa d'Eustaqui s'estén des de la paret anterior de l'orella mitjana fins a la paret lateral de la nasofaringe, aproximadament al nivell de la concha nasal inferior. Està format per una part òssia i una part cartilaginosa.

### Part òssia
La part òssia (1⁄3) més propera a l'orella mitjana està feta d'os i fa uns 12 mm de llarg. Comença a la paret anterior de la cavitat timpànica, per sota de la septum canalis musculotubarius, i, estrenyent-se gradualment, acaba a l'angle d'unió de la esquamosa i la parts petroses de l'os temporal, la seva extremitat presenta un marge irregular que serveix per a la fixació de la part cartilaginosa.
El vestíbul de la trompa d'Eustaqui es coneix com el protimpano, El protímpano també es coneix com a part anterior de la part òssia del tub.